# Antarctoecia nordenskioeldii
Antarctoecia nordenskioeldii är en nattsländeart som först beskrevs av Georg Ulmer 1905.  Antarctoecia nordenskioeldii ingår i släktet Antarctoecia och familjen husmasknattsländor. Inga underarter finns listade i Catalogue of Life.